# Макраканторинхоз
Макраканторинхоз (англ. Macracanthorhynchosis) — гельминтоз из группы акантоцефалёзов, вызываемый скребнем Macracanthorhynchus hirudinaceus; характеризуется диспептическими явлениями.

## Этиология
Возбудитель — скребень-великан Macracanthorhynchus hirudinaceus (Pallas, 1781) (семейство Oligacanthorhynchidae, отряд Oligacanthorhynchida), паразитирует в тонкой кишке домашних свиней, кабанов, собак, человека.
Самец длиной 70—150 мм; самка — около 480—650 мм. Яйца овальные, 0,084—0,120 × 0,050—0,056 мм. Во внешней среде яйца могут сохраняться более двух лет. Развитие гельминта проходит с обязательным участием промежуточных хозяев — жуков (майские жуки, бронзовки, жужелицы, жуки-носороги, навозники).
Личинки — акантеллы — сохраняются в жуках 2—3 года.

## Макраканторинхоз человека
Человек заражается при случайном проглатывании инвазированных жуков или их личинок. Паразит вызывает энтерит, гастрит, перитонит, тошноту и рвоту. В кишечнике появляются язвы. Описан случай перфорации кишечника в Таиланде из-за данной патологии.
Лечение: экстракт папоротника мужского.

## Макраканторинхоз свиней
Свиньи заражаются, поедая инвазированных жуков. При значительном заражении наблюдается энтерит, свиньи отстают в росте, истощены, иногда гибнут (падёж до 30 %). Трупы обычно сильно истощены, видимые слизистые оболочки бледные, подкожная клетчатка иногда почти не содержит жира.